# Society for Psychotherapy Research
Die Society for Psychotherapy Research (SPR) ist eine 1970 gegründete internationale, multidisziplinäre und wissenschaftliche Organisation, die sich der Psychotherapieforschung widmet. Die Idee von einer internationalen Gesellschaft von Psychotherapeuten wurde 1968 zur Jahrestagung der American Psychological Association erstmals diskutiert.
Die Gesellschaft gliedert sich in Chapter im Vereinigten Königreich, im weiteren Europa, Lateinamerika und Nordamerika. Außerdem besteht die Gesellschaft aus sogenannten „Area groups“ in Australien, Italien und an anderen spezifischen Standorten.
Die Fachzeitschrift der SPR heißt Psychotherapy Research und wird alle zwei Monate von Routledge veröffentlicht.

## Ziele und Geschichte
SPR fördert die Entwicklung der Psychotherapieforschung, unterstützt und verstärkt sowohl die empirischen Grundlagen als auch die Anwendung in der Psychotherapieforschung. Die Psychotherapieforschung wird beispielsweise gefördert, indem Forschungsstipendien für Pilotstudien vergeben werden. Dies wiederum ermöglicht Wissenschaftlern die Einwerbung weiterer Fördermittel für darauf aufbauende größere Studien.
Die Gesellschaft spielt zudem eine große Rolle für den internationalen Austausch und die Vernetzung von Psychotherapieforschern. Die Gesellschaft bietet dazu viele Möglichkeiten: Es finden regelmäßige Konferenzen zur Kommunikation von Forschungsinhalten und methodische Innovationen statt, zudem werden Forschungsinhalte, Methoden, Ergebnisse und die Anwendung der Psychotherapieforschung durch gedruckte und elektronische Medien verbreitet.
Die Gesellschaft wurde im September 1968 in San Francisco gegründet, damals angegliedert an den Jahreskongress der American Psychological Association. Dieses Treffen wurde unterstützt durch kleine Spenden der APA Division of Psychotherapy und der American Academy of Psychotherapists. Die Initiative zur Gründung der Gruppe ging von Kenneth I. Howard und David E. Orlinsky aus, mit Unterstützung von Lester Luborsky, Nathanael Raskind und Hans H. Strupp. Der erste offizielle Kongress der SPR fand im Juni 1969 in Highland Park, Illinois statt.

## Organisation
Seit Dezember 2017 besteht die Gesellschaft aus 4 regionalen Chaptern, zwei „Area Groups“ und fünf „Interest Sections“. Die regionalen Chapter sind:
- Europa
- Lateinamerika
- Nordamerika
- Vereinigtes Königreich

In einigen Regionen gibt es viele aktive Mitglieder, und es werden lokale Veranstaltungen organisiert. Die „Area Groups“ sind:
- Australien
- Italien

Zusätzlich zu den Chapters und „Area Groups“ gibt es Gruppen für spezifische Interessensgebiete („Special Interest Sections“). Aktuell gibt es folgende fünf spezielle Interessensgruppen:
- Forschung zu Familientherapie und Therapie für Kinder und Jugendlichen
- Kultur und Psychotherapie
- Training und Entwicklung von Therapeuten
- Fallstudien interessierte Gruppe
- Komplexe Wissenschaft in der Psychotherapie

## Entwicklung der Mitgliederzahlen

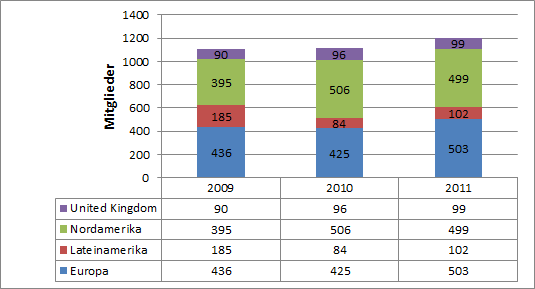
Mitgliederstand seit 2009 nach Chapter

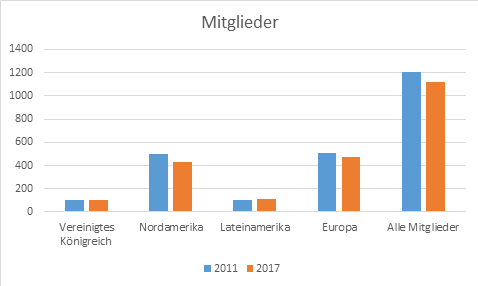
Mitglieder der SPR von 2011 und 2017

Jedes Jahr zur internationalen Konferenz wird vom Executive Officer ein Bericht über den Zustand der SPR präsentiert, der die Entwicklung des Mitgliederzahlen der letzten Jahre enthält. Insgesamt liegt die Anzahl der Mitglieder weltweit recht konstant bei ca. 1100. Es zeigen sich lokale Schwankungen der Mitgliedszahlen der Chapters, je nach dem in welchem Land oder Kontinent die Jahrestagung stattfindet, denn die jährliche Mitgliedschaft ist mit einer geringeren Tagungsgebühr und einem kostenlosen Jahresabonnement der Zeitschrift „Psychotherapy Research“ verbunden. Beispielsweise fand die Jahrestagung 2009 in Santiago de Chile statt, so dass das Chapter Lateinamerika in 2009 einen Mitgliederrekord verzeichnen konnte.

## Wissenschaftliche Zeitschrift
Die Gesellschaft ist seit 1991 Herausgeber der wissenschaftlichen Zeitschrift „Psychotherapy Research“, die im Peer-Review geprüfte Artikel veröffentlicht und in MEDLINE mit Impact Factor (IF 2016 = 2.556) gelistet ist. Zum ersten Editorenteam gehörten David Shapiro, Hans Strupp und Klaus Grawe.

## Konferenzen
Die internationalen Jahrestagungen finden in der Regel Ende Juni statt. Die Kongresssprache ist Englisch. Im 21. Jahrhundert zeigt sich auch an der Verbreitung der Konferenzorte über die ganze Welt die zunehmende Internationalisierung der Gesellschaft und die zugrunde liegende Internationalisierung der Psychotherapieforschung. Alle wissenschaftlichen Programme sind bis ins Jahr 1972 online verfügbar.

### Internationale Jahrestagungen im 20. Jahrhundert
| 1970–79                            | 1980–89                    | 1990–99                 |
| ---------------------------------- | -------------------------- | ----------------------- |
| 1970 Chicago, USA                  | 1980 Pacific Grove, USA    | 1990 Wintergreen, USA   |
| 1971 Saddle Brook, USA             | 1981 Aspen, USA            | 1991 Lyon, Frankreich   |
| 1972 Nashville, USA                | 1982 Smugglers’ Notch, USA | 1992 Berkeley, USA      |
| 1973 Philadelphia, USA             | 1983 Sheffield, England    | 1993 Pittsburgh, USA    |
| 1974 Denver, USA                   | 1984 Lake Louise, Kanada   | 1994 York, England      |
| 1975 Boston, USA / London, England | 1985 Evanston, USA         | 1995 Vancouver, Kanada  |
| 1976 San Diego, USA                | 1986 Wellesley, USA        | 1996 Amelia Island, USA |
| 1977 Madison, USA                  | 1987 Ulm, Deutschland      | 1997 Geilo, Norwegen    |
| 1978 Toronto, Kanada               | 1988 Santa Fe, USA         | 1998 Snowbird, USA      |
| 1979 Oxford, England               | 1989 Toronto, Kanada       | 1999 Braga, Portugal    |

### Internationale Jahrestagungen im 21. Jahrhundert
Es werden auch die geplanten, zukünftigen Tagungen der nächsten Jahre angegeben.
| 2000–09                    | 2010–19                     |
| -------------------------- | --------------------------- |
| 2000 Bloomingdale, USA     | 2010 Asilomar, USA          |
| 2001 Montevideo, Uruguay   | 2011 Bern, Schweiz          |
| 2002 Santa Barbara, USA    | 2012 Virginia Beach, USA    |
| 2003 Weimar, Deutschland   | 2013 Brisbane, Australien   |
| 2004 Rom, Italien          | 2014 Kopenhagen, Dänemark   |
| 2005 Montreal, Kanada      | 2015 Philadelphia, USA      |
| 2006 Edinburgh, Schottland | 2016 Jerusalem, Israel      |
| 2007 Madison, USA          | 2017 Toronto, Canada        |
| 2008 Barcelona, Spanien    | 2018 Amsterdam, Netherlands |
| 2009 Santiago de Chile     | 2019                        |

## Präsidenten
Aktueller Präsident ist Paulo P.P. Machado
Die ehemaligen und designierten Präsidenten sind, in der Reihenfolge ihrer Amtszeiten:
| 1970–79                | 1980–89                  | 1990–99                   | 2000–09                  | 2010–19                    |
| ---------------------- | ------------------------ | ------------------------- | ------------------------ | -------------------------- |
| 1970 Kenneth I. Howard | 1980 Mardi J. Horowitz   | 1990 Horst Kächele        | 2000 Robert Elliott      | 2010 Lynne Angus           |
| 1971 David E. Orlinsky | 1981 Stanley D. Imber    | 1991 Lorna Smith Benjamin | 2001 Franz Caspar        | 2011 Guillermo de la Parra |
| 1972 Hans H. Strupp    | 1982 Alan S. Gurman      | 1992 Leonard M. Horowitz  | 2002 Karla Moras         | 2012 George Silberschatz   |
| 1973 Lester Luborsky   | 1983 Arthur H. Auerbach  | 1993 David A. Shapiro     | 2003 Mark Aveline        | 2013 Hadas Wiseman         |
| 1974 Allen E. Bergin   | 1984 A. John Rush        | 1994 Clara E. Hill        | 2004 John Clarkin        | 2014 Jeanne Watson         |
| 1975 Sol L. Garfield   | 1985 Jim Mintz           | 1995 Klaus Grawe          | 2005 Michael J. Lambert  | 2015 J. Christopher Perry  |
| 1976 Aaron T. Beck     | 1986 Larry E. Beutler    | 1996 Paul Crits–Christoph | 2006 Erhard Mergenthaler | 2016 J. Christopher Muran  |
| 1977 Morris B. Parloff | 1987 Larry E. Beutler    | 1997 William B. Stiles    | 2007 Jacques Barber      | 2017 Paulo P. Machado      |
| 1978 Irene Elkin       | 1988 Charles R. Marmar   | 1998 Marvin R. Goldfried  | 2008 Bernhard Strauß     | 2018 Mariane Krause        |
| 1979 Edward S. Bordin  | 1989 Leslie S. Greenberg | 1999 William E. Piper     | 2009 Louis G. Castonguay | 2019                       |

## Europäisches Chapter (Europe Chapter)
Die erste europäische Konferenz für Psychotherapieforschung fand 1981 in Trier statt. Das europäische Chapter der SPR wurde schließlich 1987 beim internationalen SPR-Meeting in Ulm gegründet. Das Chapter wurde in der folgenden Zeit zum Chapter mit den meisten Mitgliedern. Es finden Konferenzen, Workshops und Summer Schools des Chapters in wechselnden europäischen Staaten statt.

### Konferenzen des Europäischen Chapters
Liste der Konferenzen des Europäischen Chapters
- 1981 Trier, Deutschland
- 1985 Louvain-la-Neuve, Belgien
- 1989 Bern, Schweiz
- 1993 Budapest, Ungarn
- 1996 Cernobbio, Italien
- 2001 Leiden, Holland (gemeinsam mit dem UK-Chapter)
- 2005 Lausanne, Schweiz (gemeinsam mit dem UK-Chapter)
- 2007 Funchal, Portugal
- 2009 Bozen, Italien
- 2012 Porto, Portugal
- 2015 Klagenfurt am Wörthersee, Österreich[10]

### Präsidenten des Europäischen Chapters
Aktueller Präsident des Europäischen Chapters ist Mikael Leiman aus Finnland.
Vergangene Präsidenten des Europäischen Chapters sind:
- Winfrid Huber (1987–1990)
- Klaus Grawe (1990–1993)
- Horst Kächele (1993–1996)
- Hans Kordy (1996–2000)
- Eva Bänninger-Huber (2000–2004)
- Giuseppe Nicolò (2004–2007)
- Wolfgang Tschacher (2007–2010).

## Scientific Social Networking
Die Gesellschaft moderiert Workgroups auf ResearchGate. Der offenen Workgroup Psychotherapy Research auf ResearchGate kann jeder beitreten und mit SPR-Mitgliedern kommunizieren, zu Diskussionen beitragen oder nach Informationen und Hilfe bei Forschungsfragen recherchieren.